# Blacé
Blacé es una comuna francesa situada en el departamento de Ródano, de la región de Auvernia-Ródano-Alpes. Pertenece a la comunidad de aglomeración Villefranche-Beaujolais-Saône.

## Demografía
| 906 | 913 | 962 | 1 071 | 1 093 | 1 205 | 1 322 | 1 469 | 1 631 |
| Para los censos de 1962 a 1999 la población legal corresponde a la población sin duplicidades (Fuente: INSEE [Consultar]) |     |     |       |       |       |       |       |       |